# 스피릿 핑거스
《스피릿 핑거스》는 네이버 웹툰에서 연재 하는 중인 일요일 웹툰이다. 줄거리는 평범한 여고생이  그림모임에 들어가 나만의 색을 찾는 이야기이다. 이 웹툰은 2015년 5월 16일에 연재를 시작하였다. 현재 단행본은 완결과 외전까지 모두 출판되었고, 출판사는 위즈덤하우스이다. 조회수 순위 3위를 기록할 만큼 인기가 있는 웹툰이다.

## 등장인물

### 스피릿 핑거스 회원
- 송우연 (베이비 블루 핑거 / 160cm)

가족관계는 엄마, 아빠, 남동생, 오빠이다. 블루핑거를 통해 스피릿 핑거스 모임에 들어가게 된다. 배불뚝이라는 별명이 있다. 반에서 3등을 한다(최근에는 2등으로 등수가 올랐다.) 외형은 안경을 쓰고 머리는 포니테일이다.
- 남기정 (레드핑거 / 187cm)

매우 잘생겼으며, 아르바이트로 피팅모델을 하고있다. (최근 정식 모델프로그램에 나갈 준비를 하고있다.)어느순간부터 우연이를 좋아하게 되었다.빅풋을 좋아한다(빅풋을 대발이라고 부른다, 빅풋은 기정을 좋아하는 눈치는 아닌 것 같다.), 같은 스피릿 핑거스의 멤버인 남그린(민트핑거)와 남매 사이로 그린의 동생이다. 성격이 불 같아서 오디션도 우연이 때문에 관두려고 한다. 마음이 굉장히 여리고 착한친구이다.
- 구선호 (블루핑거 / 177.5cm)

우연이의 짝사랑 상대로 나온다. 우연이를 스피릿 핑거스로 이끈 멤버이다. 시각디자인과 2학년에 재학 중인 대학생이며 남그린을 7년째 짝사랑 중이다. 남그린과는 중학생 때부터 알고 좋아했다. 지금은 군대 가지 전까지 남그린을 짝사랑하는 티를 팍팍 내고 있다.
- 남그린 (민트핑거 / 174cm)

기정이의 누나이다. 과거에 뚱뚱했으나 다이어트를 통해 길을 지나가면 번호를 10번이나 따일 정도로 마른 몸매를 가지게 됐다. (세 쌍둥이에게는 모델이 아니냐는 말까지 들을 정도로 키 크고 말랐다) 스피릿 핑거스를 설립한 장본인이다. 스피릿 핑거스의 뜻이 영혼이 담긴 손가락이어서 지었다고 한다. 선호와 같은 대학교인 무대디자인과 2학년 재학 중이다. 같은 과 학생들에게 남식이라는 별명으로 불리며 기정이에게는 초록돼지라고 불린다.
- 고탱자 (블랙핑거)

키가 작다, 기분에 따라 가발(똑같이 생긴 건 안 비밀)을 쓰는데 실제 머리는 짧은 숏컷이다. 인형같이 생겨 가끔씩 인형으로 오해받는다. 저주의 인형이라는 펑크샵을 운영 중이다. 마네킹인척해서 사람들을 놀래키는 것이 취미인 것 같다. 카키핑거가 좋아한다는 것을 알고 자신은 같은 모임 사람과는 사귀지 않는다고 딱 선을 긋는다. 좋아하는 색은 회색, 검은색이다. 중학교때 왕따를 당했다는 아픈 과거가 있어서 지금까지 저주하고 있다.
- 권혁 (카키핑거 / 182cm)

블랙핑거를 짝사랑한다. 20살이고 게임학과 출신이다. 말수가 별로 없어서 조용하다. 최근에 눈이 공개됐다.
- 진분홍 (핑크핑거 / 164cm)

41세이고,  마포3호점 등산복 판매가게를 운영하는 매니저이며 미혼이다. 조나단의 열렬팬이다. 핑크색 패션을 선호한다. 브라운핑거와 엮여질 기미가 보인다.
- 장동건 (브라운핑거 / 171cm)

40세이고, 프로그래머이다. 로봇덕후여서 집에 로봇들이 많이 있다. 자신감이 없다.

### 기타 등장인물
- 염세라

우연이의 친구이고 전교 1등이다. 엄마와 아빠가 이혼을 하셨다. 엄마는 변호사이고 아빠는 검사이다. 곧 한국을 떠난다.
- 조미래

우연이의 친구이다. 우연이와 미래랑 갈등을 겪으나 다시 화해를 한다. 전설이라는 아이돌의 광팬이다. 의외로 춤과 노래에 신이다.
- 송우돌

우연이의 동생이다. 우연이를 무시하는 태도를 보였으나 가면갈수록 우연이를 누나로써 존경하기 시작한다. 우연이를 고릴라라고 말하나 엄마와 싸우고 집을 일찍 나서는 누나를 걱정하고 미래가 화해의 선물로 건네준 전설의 굿즈를 숨겨주고, 종이접기를 도와주고 감싸주는 등 흔히말해 츤데레의 행동을 보인다. 공부를 잘하며 친구가 있다는 것에 대해 큰 공감을 하지 않으나 같은 반 문봉구와 친구 사이가 될 것 같은 모습을 보이며 누나인 우연의 말을 조금씩 잘 듣고 공경하기 시작한다.
- 안예림

기정이를 좋아한다. 기정이와 같은 피팅모델을 하고있으며 과거 일진시절에 도와준적이 있다. 일부러 기정이와 잘 되려고 우연이를 이용한다.
- 오대오

머리가 5:5이다. 기정이의 친구이다. 행동을 하는 것이 어리바리하지만 마음한구석은 여리고 좋은 친구이다.
- 변태선

잘생겨서 데이트를 많이하지만 아직 이어진적은 한번도 없다. 기정이의 친구이며 기정이랑 동거한다. 어느순간부터 염세라에게 관심을 보이기 시작한다.
- 조나단

스피릿 핑거스 모임의 장소를 운영하는 카페주인. 차승원을 닮았고 콧수염이 눈에 잘 띈다. 잘생긴 외국인이다.
- 송우석

우연이의 오빠고 공부를 잘한다. 최근에 우연이와의 과거가 공개되었고 나름대로 우연이와의 관계 개선을 위해 노력하고 있음이 알려졌다. 여동생 우연이와 가까워지고 싶어하는 눈치로, 츤데레 기미를 보였다.
- 하수재

기정이의 친구이다. 안경을 썼다. 오대오가 안예림의 나쁜 짓을 도우려는 것을 막아준다. 공부를 잘하지만 ㅊ고에 들어왔다.
- 박이진, 김세령, 사혜윤

웹툰 속에서는 세 쌍둥이라고 불린다. 우연이를 괴롭히는 것으로 나오고 있다. 안예림을 싫어하지만 같이 다니고 있는 일진들이다.
- 빅풋

강아지이다. 사람을 워낙 좋아한다.